# Старе Хлебйоткі
Старе Хлебйоткі (пол. Stare Chlebiotki) — село в Польщі, у гміні Завади Білостоцького повіту Підляського воєводства.
Населення — 59 осіб (2011).
У 1975-1998 роках село належало до Ломжинського воєводства.

## Демографія
Демографічна структура станом на 31 березня 2011 року:
|          | Загалом | Допрацездатний вік | Працездатний вік | Постпрацездатний вік |
| -------- | ------- | ------------------ | ---------------- | -------------------- |
| Чоловіки | 24      | 9                  | 10               | 5                    |
| Жінки    | 35      | 13                 | 13               | 9                    |
| Разом    | 59      | 22                 | 23               | 14                   |